# Futbol a Portugal

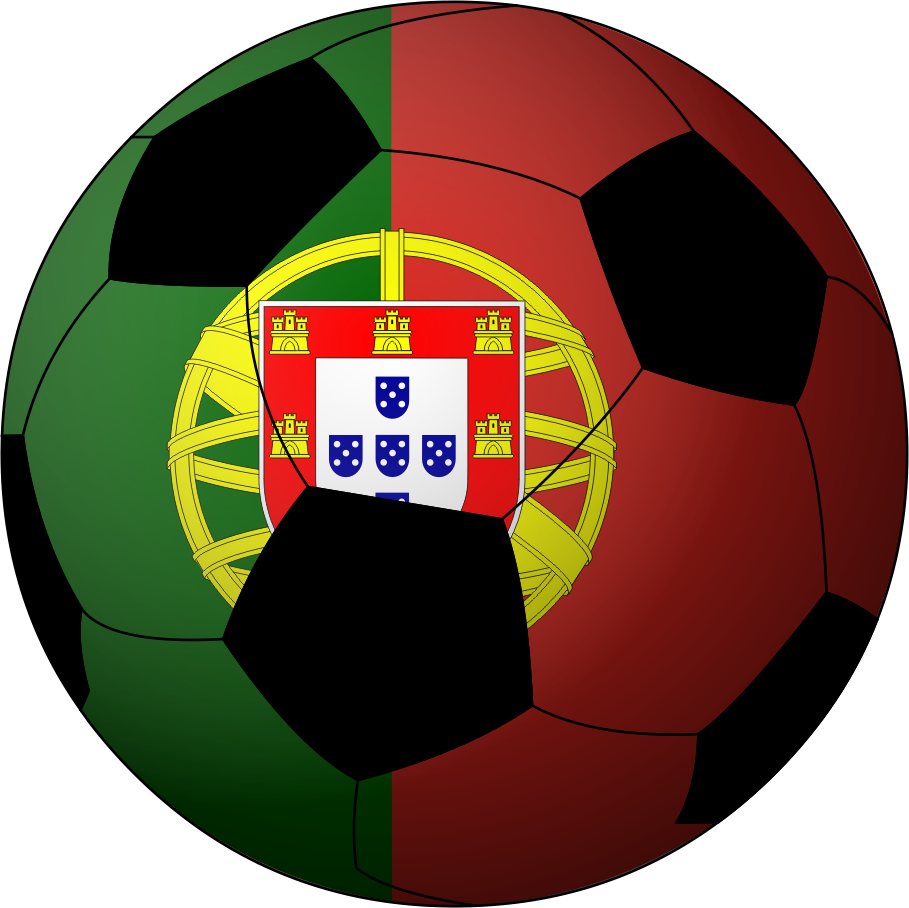

El futbol (portuguès: futebol) és l'esport més popular a Portugal.

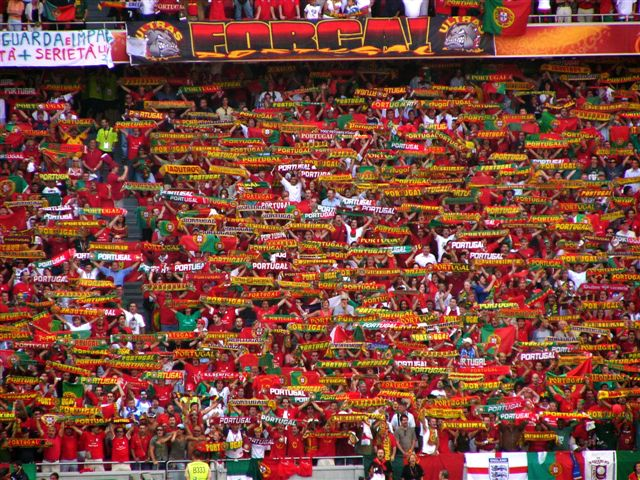
Seguidors donant suport a la selecció portuguesa de futbol.

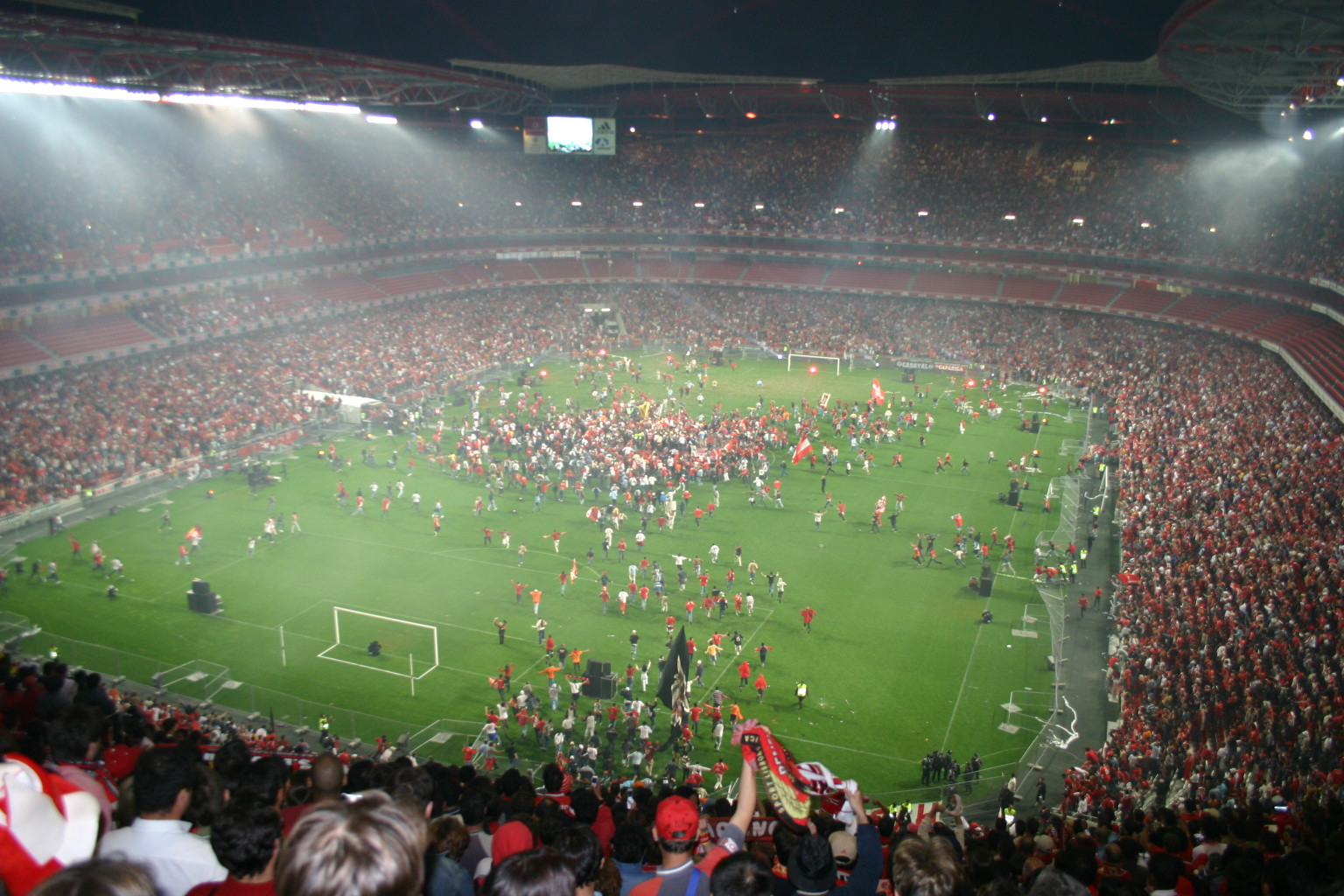
Benfica campió el 2005.

## Història

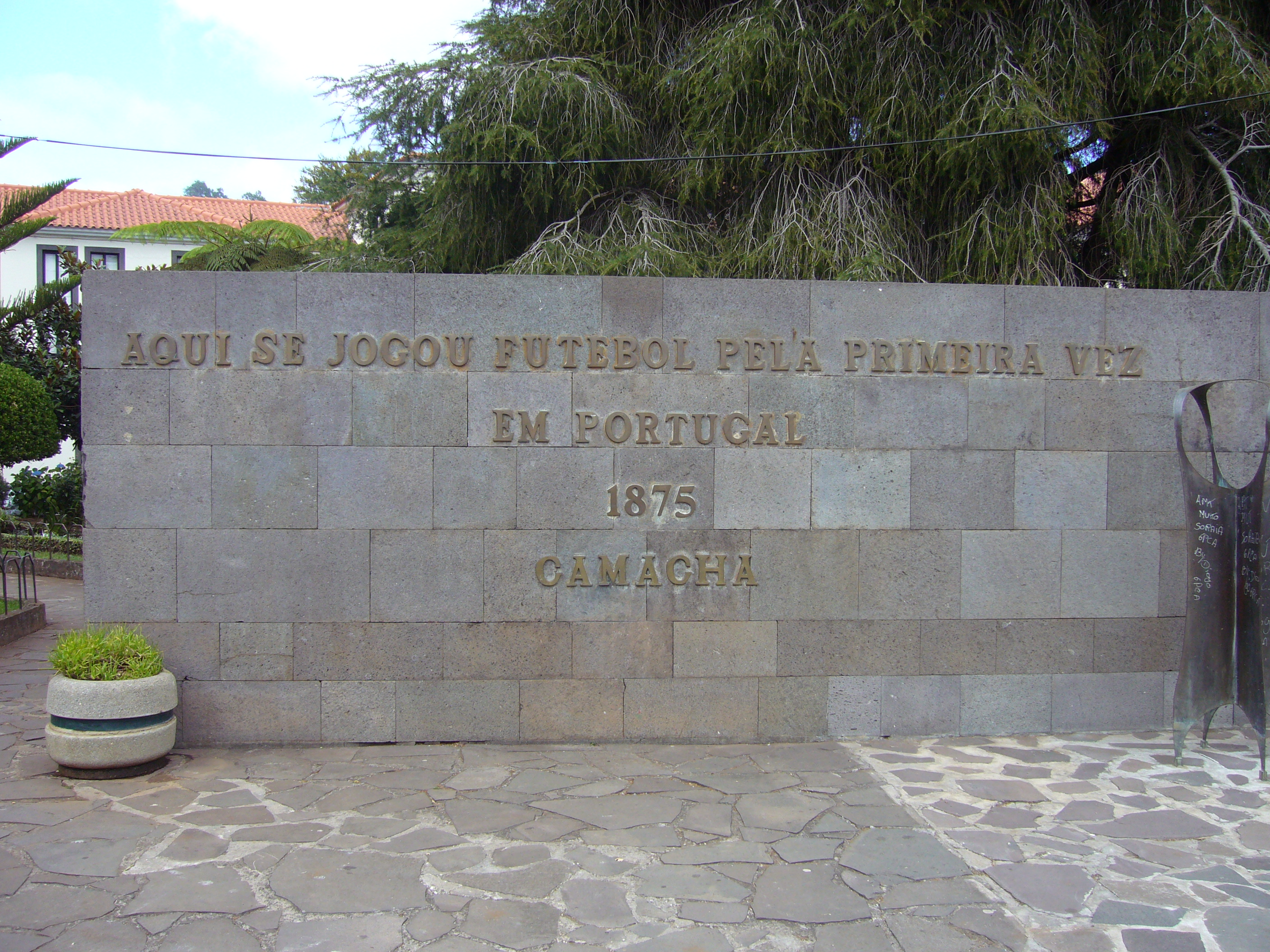
Monument a Camacha, celebrant el primer partit celebrat a Portugal.

El futbol comença a difondre's a Portugal a finals del segle xix per mitjà d'estudiants portuguesos que havien estat a Anglaterra. El primer partit conegut es disputà el 1875 a Camacha, Madeira. Les primeres ciutats on es desenvolupa són, com era d'esperar, les dues principals ciutats del país, Lisboa i Porto. Així, els germans Guilherme, Eduardo i Frederico Pinto Basto realitzaren la primera exhibició del joc l'octubre de 1888 i el primer partit l'any següent a la plaça de braus Campo Pequeno, entre un equip de portuguesos i un altre d'anglesos residents al país, amb victòria portuguesa per 2 a 1. Posteriorment es va començar a practicar pels col·legis apareixent associacions com el Carcavellos Cricket and Football Club (1889), Clube Lisbonense (primer club íntegrament portuguès patrocinat pels germans Pinto Basto), Real Ginásio Clube Português, Braço de Prata (1893), F.C. Esperança (1893), Estrela Futebol Clube (1893), Clube Tauromáquico, (1893) Os 40 da Era (1893), Futebol Académico (1895), F.C. Alcantarense (1895), Campo de Ourique (1896), tots ells a la zona de Lisboa, i Oporto Cricket Club, Sport Clube Vianense (1898) i Ginásio Clube Português a Porto. El primer partit Lisboa-Porto es disputà el 1894.
El 1902 es creà a partir del Lisbonense, el Clube Internacional de Futebol, club històric dels inicis del futbol portuguès i que fou el primer a disputar un partit a l'estranger el 1907 on derrotà el Reial Madrid a la capital espanyola. El 1893 es fundà el Football Club Porto per António Nicolau de Almeida, tot i que no és fins al 1906 que reprengué les seves activitats després de restar aturat, impulsat per José Monteiro da Costa. Altres clubs destacats foren el Boavista Futebol Clube (1903), Sport Lisboa (1904, que el 1908 es convertirà en Sport Lisboa e Benfica en fusionar-se amb el Grupo Sport Benfica), Sporting Clube de Portugal (1906, fundat pel vescomte d'Alvalade i pel seu net José de Alvalade). Ràpidament, Porto, Benfica i Sporting es convertiren en els millors clubs del país, guanyant la majoria de títols nacionals i aconseguint diverses competicions europees: quatre copes d'Europa (1960-61 i 1961-62, Benfica; 1986-87 i 2003-04, Porto), una recopa (1963-64, Sporting), una copa de la UEFA (2002-03, Porto)

## Competicions
- Campionats regionals portuguesos de futbol
- Lliga portuguesa de futbol
- Copa portuguesa de futbol
- Copa de la Lliga portuguesa de futbol
- Supercopa Cândido de Oliveira
- Segona divisió portuguesa de futbol

## Principals clubs
- Imortal Desportivo Clube (Albufeira)
- Clube de Futebol Estrela da Amadora (Amadora)
- Sport Clube Lusitânia (Angra do Heroísmo)
- Sport Clube Beira-Mar (Aveiro)
- Gil Vicente Futebol Clube (Barcelos)
- Futebol Clube Barreirense (Barreiro)
- Sporting Clube de Braga (Braga)
- Sporting Clube Campomaiorense (Campo Maior)
- Grupo Desportivo de Chaves (Chaves)
- Associação Académica de Coimbra (Coïmbra)
- Sporting Clube da Covilhã (Covilhã)
- Sporting Clube de Espinho (Espinho)
- Grupo Desportivo Estoril-Praia (Estoril)
- Associação Desportiva de Fafe (Fafe)
- Sporting Clube Farense (Faro)
- Associação Naval Primeiro de Maio (Figueira da Foz)
- Club Sport Marítimo (Funchal)
- Clube Desportivo Nacional (Funchal)
- Clube de Futebol União (Funchal)
- Gondomar Sport Clube (Gondomar)
- Vitória Sport Clube (Guimarães)
- União Desportiva de Leiria (Leiria)
- Clube de Futebol Os Belenenses (Lisboa)
- Sport Lisboa e Benfica (Lisboa)
- Sporting Clube de Portugal (Lisboa)
- Clube Desportivo Olivais e Moscavide (Lisboa)
- Atlético Clube de Portugal (Lisboa)
- Louletano Desportos Clube (Loulé)
- Lusitânia Futebol Clube (Lourosa)
- Futebol Clube da Maia (Maia)
- Leixões Sport Club (Matosinhos)
- Sporting Clube Olhanense (Olhão)
- União Desportiva Oliveirense (Oliveira de Azeméis)
- Futebol Clube Paços de Ferreira (Paços de Ferreira)
- Futebol Clube de Penafiel (Penafiel)
- Clube Desportivo Santa Clara (Ponta Delgada)
- Portimonense Sporting Clube (Portimão)
- Boavista Futebol Clube (Porto)
- Futebol Clube do Porto (Porto)
- Varzim Sport Clube (Póvoa de Varzim)
- Clube Desportivo Feirense (Santa Maria da Feira)
- Vitória Futebol Clube (Setúbal)
- Clube Desportivo Trofense (Trofa)
- Clube Desportivo das Aves (Vila das Aves)
- Rio Ave Futebol Clube (Vila do Conde)
- Futebol Clube Famalicão (Vila Nova de Famalicão)
- Lusitano Futebol Clube (Vila Real de Santo António)
- Futebol Clube de Vizela (Vizela)

## Jugadors destacats
Fonts:
Des de 1920
- Valdemar Mota da Fonseca
- Pepe Soares

Des de 1930
- Artur de Sousa-Pinga
- Vítor Silva
- Manuel Soeiro Vasques

Des de 1940
- João Azevedo
- Francisco Ferreira
- Fernando Peyroteo
- Rogério Pipi
- Jesus Correia

Des de 1950
- Manuel Vasques
- Lucas Fonseca-Matateu
- José Travassos
- José Águas
- Domiciano Cavém

Des de 1960
- Carlos Gomes
- Alberto da Costa Pereira
- Germano de Figueiredo
- Ângelo Martins
- Mário Esteves Coluna
- Jaime da Silva Graça
- Eusébio da Silva Ferreira
- António Simões
- José Augusto Torres
- José Augusto Pinto Almeida
- Hilário da Conceição

Des de 1970
- Vítor Manuel Damas
- Humberto M. J. Coelho
- Tamagnini Nené
- Rui Jordão

Des de 1980
- Manuel Galrinho Bento
- Fernando Chalana
- Fernando Gomes
- Paulo Jorge dos Santos Futre
- Jaime Magalhães
- Eurico Gomes

Des de 1990
- Vítor Manuel Martins Baía
- Fernando Couto
- Rui Manuel César Costa
- Luís Filipe Madeira - Figo
- Paulo Sousa
- João Pinto

Des de 2000
- Ricardo Carvalho
- Sérgio Conceição
- Anderson Luiz de Souza - Deco
- Ricardo Quaresma
- Simão Pedro Fonseca Sabrosa

Des de 2010
- Cristiano Ronaldo
- Nani
- Pepe

## Principals estadis
| - Estádio Nacional de Jamor (Lisboa) - Estádio da Luz (Lisboa) - Estádio José Alvalade (Lisboa) - Estádio do Restelo (Lisboa) - Estádio do Dragão (Porto) - Estádio das Antas (Porto) (antic) - Estádio do Bessa (Porto) - Estádio Cidade de Coimbra (Coïmbra) - Estádio D. Afonso Henriques (Guimarães) | - Estádio Algarve (Faro) - Estádio José Gomes (Amadora) - Estádio Dr. Magalhães Pessoa (Leiria) - Estádio Municipal de Aveiro (Aveiro) - Estádio Municipal de Braga (Braga) - Estádio Cidade de Barcelos (Barcelos) - Estádio dos Barreiros (Funchal) - Estádio Eng. Rui Alves (Funchal) |